# Rheedia lateriflora
Rheedia lateriflora là một loài thực vật có hoa trong họ Bứa. Loài này được L. miêu tả khoa học đầu tiên năm 1753.